# Rajindraparsad Seechurn
Rajindraparsad Seechurn (* 3. Juni 1970) ist ein ehemaliger mauritischer Fußballschiedsrichter.

## Karriere
Seechurn wurde im November 1995 zum Schiedsrichter auf Probe ernannt. Im Dezember 1996, Dezember 1998 und September 2001 erhielt er die mauritische Schiedsrichterlizenz der dritten, zweiten und ersten Stufe. Seit Dezember 2003 ist Seechurn FIFA-Schiedsrichter. Auf internationaler Vereinsebene leitet er Spiele des CAF Confederation Cups und der CAF Champions League. Im Februar 2010 kam Seechurn als Leiter des Spiels um den CAF Super Cup zum Einsatz, im Dezember 2014 war er Schiedsrichter des Final-Rückspiels um den CAF Confederation Cup. Außerdem leitet er Länderspiele zwischen afrikanischen Nationalmannschaften und kam unter anderem in Partien der COSAFA Senior Challenge (fünf Spiele 2007 und 2009), der African Nations Championships (sechs Spiele 2009 und 2011) und der Afrikameisterschaft (neun Spiele bei den Turnieren 2010, 2012, 2013 und 2014) zum Einsatz. Aufsehen erregte er, als er beim Afrika-Cup 2015 im Viertelfinalspiel zwischen Äquatorialguinea und Tunesien in der Nachspielzeit beim Stand von 0:1 einen höchst fragwürdigen Elfmeter für die Gastgeber gab, die das Duell in der Verlängerung dann mit 2:1 für sich entscheiden konnten. Daraufhin konnte er nur unter Schutz von mehreren Ordnern vor den aufgebrachten tunesischen Spielern den Platz verlassen. Der afrikanische Kontinentalverband CAF sperrte Seechum daraufhin für sechs Monate wegen „schlechter Leistung“.